# Georges Lefèbvre

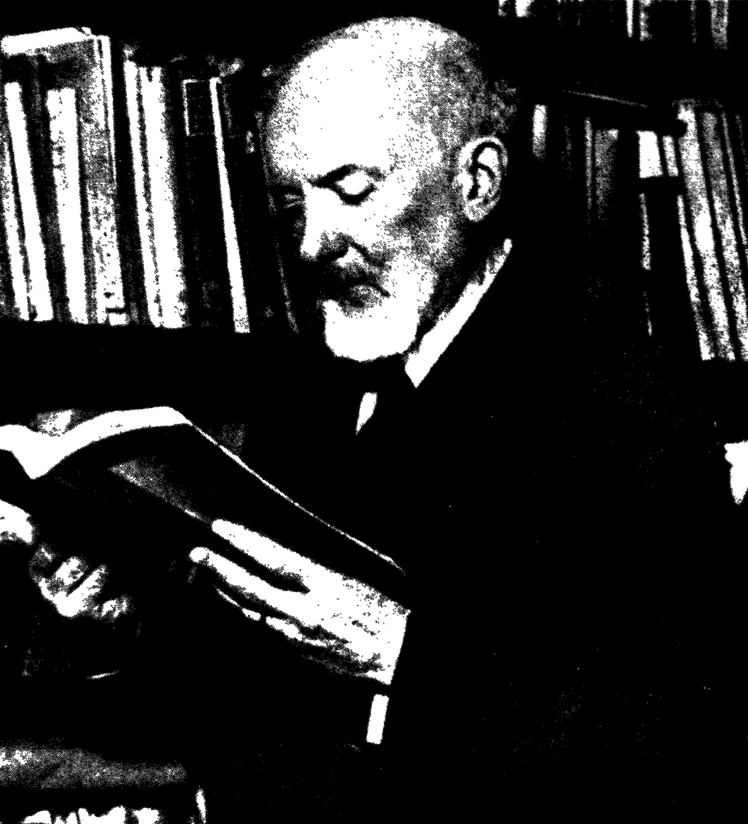
Georges Lefèbvre

Georges Lefèbvre (* 6. August 1874 in Lille; † 28. August 1959 in Paris) war ein französischer Historiker, der in seiner Zeit als führende Autorität auf dem Gebiet der Französischen Revolution galt, mit einem beachtlichen Ruf als Gelehrter, der die angesehenste Zeitschrift zum Thema, die Annales historiques de la Révolution française, herausgab und die Position eines Professors für die Geschichte der Französischen Revolution an der Sorbonne innehatte.

## Leben und Werk
Zeit seines Lebens war er Sozialist, ungefähr um die Zeit des Zweiten Weltkriegs wurde er zunehmend vom Marxismus beeinflusst. Er schrieb oft aus der Perspektive, die nach seinem Gefühl ein Bauer der Zeit eingenommen haben würde, wie in seinem bahnbrechenden Werk Les Paysans du Nord pendant la Révolution française (1924). Lefebvre wurde von der marxistischen Vorstellung beeinflusst, dass Geschichte sich für die historische Entwicklung von Arbeit, Wirtschaftsstrukturen und Klassenbeziehungen interessieren sollte.
Lefebvres Darstellung der Ursprünge der Französischen Revolution wurde in Quatre-Vingt-Neuf (Siebzehnhundertneunundachtzig) niedergeschrieben und 1939 publiziert, um den Gedenktag an die Ereignisse der „Großen Furcht“ (frz. ‚Grande Peur‘) von 1789 zu markieren. Die im folgenden Jahr angetretene Vichy-Regierung aber wollte keine Geschichte vom linken Flügel oder ein der Revolution sympathisch gesinntes Verständnis, da sie von der antirepublikanischen Rechten unterstützt wurde. Das Regime verbot das Buch und befahl, 8000 Exemplare zu verbrennen. Als Ergebnis war das Werk in seinem Heimatland praktisch unbekannt, bis es 1970 neu gedruckt wurde.
Quatre-Vingt-Neuf erschien 1947 in englischer Übersetzung (The Coming of the French Revolution) und festigte seinen Ruf in der anglophonen Welt als verständlich geschriebener, doch subtiler Klassiker. Es bleibt die definitive Erklärung der marxistischen Interpretation der Gründe für die Revolution.
Sein Hauptwerk La Révolution Française erschien in zwei Bänden 1951 und 1957. Nach dem Tod von Albert Mathiez (1874–1932) war es die nächste maßgebliche Französische Revolution eines französischen Historikers der politischen Linken. Er schrieb auch eine Studie zu Napoléon Bonaparte – Napoléon (1935/1955).
Er war seit 1949 korrespondierendes Mitglied der British Academy und seit 1955 der Akademie der Wissenschaften der DDR.

## Schriften (Auswahl)
- Les Paysans du Nord pendant la Révolution française. Marquant, Lille 1924 (Thèse doctorat d’État, Paris, 1924).
- La Grande Peur de 1789. Colin, Paris 1932.
- Napoléon (= Peuples et civilisations. Histoire générale. 14, ZDB-ID 991172-8). Alcan, Paris 1935 (deutsch: Grimm Verlag für Kunst und Wissenschaft, Baden-Baden 1955).
- Quatre-Vingt-Neuf. Maison du Livre Français, Paris 1939 (Ed. Sociales, Paris 1970; deutsch: 1789. Das Jahr der Revolution (= dtv. 4491). Deutscher Taschenbuch-Verlag, München 1989, ISBN 3-423-04491-8).
- Études sur la Révolution française. Presses Universitaires de France, Paris 1954.